# Restriktionsenzym

Tvärt klipp av ett litet restriktionsenzym

Sajten för EcoRI-enzymen

Restriktionsenzym, eller restriktionsendonukleas, är en typ av enzymer, närmare bestämt nukleaser, som har funktion att klyva DNA. Enzymen används som komponent i bakteriens antivirala försvar, och idag har hundratals olika enzymer isolerats. Tillsammans med PCR har upptäckten av restriktionsenzym inneburit en viktig bas för framtida utveckling av molekylärbiologin.
Med specifik klyvning menas det faktum att enzymet har förmågan att klyva DNA-molekylen vid en särskild sekvens av baspar, som ofta är palindrom. Bakterien skyddar sitt eget DNA genom att metylera de palindroma klyvningssekvenserna.
Förutom specifika restriktionsenzym delas de även in i enzymer som klyver DNA med skarpa kanter och enzymer som klyver med klistriga ändar. Det senare innebär att molekylen får ett 3'-överhäng eller ett 5'-överhäng som lätt kan associera med exempelvis en plasmid-vektor som klippts med samma restriktionsenzym.